# Graptopetalum superbum
Graptopetalum superbum là một loài thực vật có hoa trong họ Crassulaceae. Loài này được (Kimnach) Acev.-Rosas mô tả khoa học đầu tiên năm 2003.